# Jean I. Le Maingre
Jean I. Le Maingre genannt Boucicaut (auch: Le Meingre, * um 1310; † 15. März 1367 in Dijon) war ab 1356 Marschall von Frankreich.

## Leben

### Herkunft und Anfänge
Jean Le Maingre stammte aus der Touraine, wo er um 1310 geboren wurde. Seine Eltern sind nicht bekannt, lediglich sein Bruder Geoffroi Le Maingre († 1370), der im Kirchendienst war (und daher vermutlich jünger als er) und der 1363 Bischof und Herzog von Laon und dadurch Pair de France wurde.
1337 diente er in der Gascogne, 1338 und 1340 unter dem Connétable von Frankreich Raoul I. de Brienne in Flandern und Hennegau. Im September 1340 kämpfte er beim Heer in Bouvines.
Am 2. September 1345 begleitete er Humbert II. Dauphin von Viennois, als dieser Marseille für den Kreuzzug von Smyrna verließ. Im Sommer 1349 wurde er in der Schlacht von Lunalonge (wohl bei Limalonges) von anglo-gaskonischem Militär gefangen genommen.
1351 und 1352 kämpfte er wieder in der Gascogne, jetzt unter dem Kommando von Amaury VII., Sire de Craon. Am 30. Mai 1354 wurde er Seneschall von Toulouse. Im September 1355 führte er in der Picardie gemeinsam mit Guillaume de Craon und Guillaume de Melun, dem Erzbischof von Sens, Verhandlungen mit den Engländern.

### Marschall von Frankreich
Mit dem Beinamen Boucicaut ("der Tapfere") erhielt er 1356 die Würde eines Marschalls von Frankreich als Nachfolger von Jean de Clermont. Am 22. Mai 1358 ernannte ihn der Dauphin Karl mit einem in Meaux ausgestellten Schreiben gemeinsam mit Guillaume VII., Sire de Parthenay, zum Generalleutnant des Poitou, der Touraine und der Saintonge. In dieser Zeit war er auch Kapitän der Burg Lusignan.
Im April 1360 verteidigte Jean Le Maingre das belagerte Paris mit sechs Rittern, 36 Knappen und 18 Bogenschützen. Er war gemeinsam mit Charles Sire de Montmorency französischer Gesandter beim Vertrag von Brétigny zwischen Frankreich und England, der am 8. Mai 1360 abgeschlossen und am 24. Oktober 1360 in Calais ratifiziert wurde. Am 4. November 1360 wurde er zum Mitglied des Grand Conseil ernannt.
Am 8. Januar 1362 musste er machtlos mit ansehen, wie die Stadt Cahors an John Chandos, den Leutnant des Königs von England, übergeben wurde. Im Mai des gleichen Jahres wurde er zum Kommissar für die Umsetzung des Friedens von Brétigny ernannt. Ebenfalls 1362 begleitete er den Dauphin Karl auf seiner Abreise nach Avignon.
1364 nahm Jean Le Maingre Karl II., König von Navarra, die Städte Mantes und Meulan ab. Er nahm am Feldzug gegen die Grandes Compagnies teil und ersetzte Bertrand du Guesclin als Truppenkommandeur in der Normandie.
Er starb am 15. März 1367 in Dijon und wurde hinter dem Chor der Kirche Saint-Martin de Tours bestattet.

## Familie
Er war Herr der Burg La Roche Bellusson in Mérigny, der Burg La Bourdaisière, vielleicht auch von Azay-le-Rideau. Er heiratete Fleury de Linières, Dame d’Etableau, de Bridoré et de La Brétinière, Tochter von Godemar I. de Linières und Marguerite de Pressigny. Aus dieser Ehe hatte er drei Söhne:
- Jean II. Le Maingre dit Boucicaut (1365–1421), Marschall von Frankreich; ⚭ Antoinette de Beaufort, Vicomtesse de Turenne, Tochter von Raimond-Louis Roger de Beaufort, Vicomte de Turenne, und Marie d’Auvergne, dite de Boulogne
- Geoffroi Le Maingre dit Boucicaut (um 1368–1429), Seigneur de Bridoré etc., Gouverneur der Dauphiné; ⚭ (1) Costanza di Saluzzo, Tochter von Thomas II., Markgraf von Saluzzo, und Ricciarda Visconti, Witwe von Jean III., Comte de Sancerre; ⚭ (2) Isabeau de Poitiers-Saint-Vallier, Tochter von Louis, Seigneur de Saint-Vallier (Haus Poitiers-Valentinois)
- Oudart Le Maingre, 1397 bezeugt

### Weblink
- Etienne Pattou, Famille Le Meingre dite (de) « Boucicaut » alias Boucicault (online, abgerufen am 15. Juli 2019)

| Personendaten    | Personendaten            |
| ---------------- | ------------------------ |
| NAME             | Le Maingre, Jean I.      |
| ALTERNATIVNAMEN  | Boucicaut, Jean          |
| KURZBESCHREIBUNG | Marschall von Frankreich |
| GEBURTSDATUM     | um 1310                  |
| STERBEDATUM      | 15. März 1367            |
| STERBEORT        | Dijon                    |